# Согра (Красноярский край)
Согра — упразднённая деревня в Кежемском районе Красноярского края в составе Пановского сельсовета. Упразднена в 2005 г.

## География
Находилась на северном берегу Богучанского водохранилища, в 74 км по прямой к северо-востоку от поселка Таёжный.

## История
Распоряжением губернатора Красноярского края от 28 января 2005 года № 145-р деревня исключена из учётных данных.

## Население
| 1989 | 2002 |
| ---- | ---- |
| 205  | ↘1   |